# Ryoko Yoshimasu
Ryoko Yoshimasu, född 1857, död 1886, var en japansk akademiker.
Hon är känd som en av de första japanska kvinnorna som fick en högre formell utbildning. I november 1871 ingick hon i den grupp på de första fem japanska kvinnliga studenter - Uryū Shigeko, Tsuda Umeko, Ōyama Sutematsu, Ryoko Yoshimasu och Ueda Teiko - som lämnade Japan med den så kallade Iwakuramissionen för att studera vid college i USA. Ueda Teiko, som endast var sex år gammal, återvände till Japan 1872 utan att avsluta sin utbildning, men de övriga gjorde sig alla bemärkta som pionjärer i sammanhanget. Ryoko Yoshimasu tvingades eskortera Ueda Teiko hem och avbröt därför också sin utbildning. Till skillnad från Ueda Teiko, som inte nämns igen, kom hon dock att utmärka sig i fortsättningen ändå. 
Vid sin återkomst till Japan studerade hon vid American Mission Home, en skola som etablerades i Yokohama av tre amerikanska kvinnliga missionärer. Efter det, från 1875 till 1880, tjänstgjorde hon som engelsklärare vid Girls' Elementary School. Hon grundade en flickskola 1885.